# Халинбеков, Исмаил Магомедович
Исмаи́л Магоме́дович Халинбе́ков (род. 3 сентября 1985) — российский футболист, защитник.

## Карьера
В 2005 году Халинбеков был заявлен грозненским «Тереком» для участия в турнире дублёров, где сыграл 28 игр. 19 ноября 2005 года в матче последнего тура российской Премьер-лиги состоялся дебют Халинбекова за основной состав грозненцев, он вышел на 68-й минуте на замену Игору Лазичу в выездном матче против «Томи». В марте 2006 года Исмаила Халинбекова заявило махачкалинское «Динамо», которое выступало в Первом дивизионе. За клуб из Дагестана он провёл 7 матчей, но после того как «Динамо» после окончания сезона 2006 года было лишено профессионального статуса, выступал за любительский клуб Локомотив-КМВ. В 2008 году играл за «Биолог» из Новокубанска, который выступал в ЛФЛ. В 2009 году играл за «Лидер» из Центароя. С 2011 по 2012 годы играл за ставропольскую «Электроавтоматику».
С 2022 года — главный тренер клуба «Победа» (Хасавюрт). В сентябре 2023 года его сменил Валерий Бармин. В начале 2024 года вернулся в «Победу», где работает старшим тренером.